# Adcox Aviation Trade School
 (mai 2025).
L'Adcox Aviation Trade School est une école d'aviation américaine, établie à Portland, dans l'Oregon dans les années 1910. Les avions créés là-bas en tant que projets d'étudiants à partir de la fin des années 1920 incluent l'Adcox Special, l'Adcox Student Prince et l'Adcox Cloud Buster.
L'école Adcox a commencé comme une école de métiers pour les mécaniciens automobiles et moteurs à essence, mais en 1920, elle a ajouté un cours d'aviation à son programme, axé sur la construction et la réparation de moteurs d'avion.  
À différents moments de son histoire, l'organisation était connue sous les noms de Adcox Auto and Aviation School, Adcox School of Aviation, Aircraft Builders Corp et First National Flying System.  
À la fin de 1929, après l'ouverture d'un nouveau bâtiment de deux étages, l'école avait le plus grand nombre d'inscriptions de toutes les écoles d'aviation du Nord-Ouest Pacifique, avec 100 étudiants à plein temps.